# Barichneumon scopanator
Barichneumon scopanator là một loài tò vò trong họ Ichneumonidae.